# 拓郎 (呼出)
拓郎（たくろう、1956年2月24日 - ）は、大相撲の呼出。春日野部屋（入門時は三保ヶ関部屋）所属、北海道札幌市中央区出身。2015年より立呼出を務める。不祥事により2019年11月場所から2場所謹慎処分ののち、退職届が受理される。

## 人物
本名は花里拓郎。
入門した年、部屋の海水浴で溺死寸前であったところ偶々近くを泳いでいた北の湖にしがみついて助かった。三段目呼出だった時に結婚したときは歌手でもある当時の師匠（元大関・初代増位山）が仲人を務めた上、生演奏で2曲歌い出席者も大喜びしたという。
2015年10月1日、秀男の停年退職により不在となっていた立呼出に同年10月26日付で昇進することが日本相撲協会より発表された。
2019年10月8日、大相撲秋巡業の最中、新潟県糸魚川市の糸魚川市民総合体育館で客席に座って食事をしていた序二段呼出に対して「なぜこんな所で食事をしているんだ」と注意しながら頭を拳で一回殴り、近くにいた幕下呼出に対して「兄弟子が見ていてなぜ注意しないのか」と言いながら背中を一回叩いたという。幕下呼出が協会職員に報告、巡業部の入間川から春日野巡業部長に通報があった。春日野は当事者を呼び事情聴取、鏡山コンプライアンス部長に報告をした。
拓郎は事情聴取の場で被害者2人に謝罪しており、責任を取る形で10月15日に日本相撲協会に退職願を提出した。これを受けた日本相撲協会は退職願を預かり拓郎を自宅謹慎とする暫定措置を取り、コンプライアンス委員会（青沼隆之委員長＝元名古屋高検検事長）に調査と処分意見の答申を委嘱した。
コンプライアンス委員会の調査結果によると、事実関係について幕下呼出の背中を叩いた手が平手だったことのほかは従来の発表と大きく異なることはないという。そのうえで同委員会は「拓郎の行為が指導の一環だったとしても、協会が暴力禁止に取り組んでいるさなか、模範となるべき呼び出しの最高位にあって、暴力を振るった責任は重大」であると指摘、しかし拓郎が反省し自ら退職願を出したことを考慮し出場停止二場所が妥当であると答申した。
同年10月25日、日本相撲協会は臨時理事会で「11月場所及び令和2年1月場所の二場所出場停止処分」を決定した。「指導の中（の行為）で気の毒だ」と同情する声も出たが、「呼び出しの一番上がそういう指導を行ったことは非常に重い」という理由からであると芝田山広報部長は説明している。その場で本人に通達されたが、拓郎自身の退職の意思が固かったため同日付の退職が認められた。拓郎は「相撲協会に大変ご迷惑をおかけして申し訳ありません」と改めて謝罪したという。
協会は、元十両・貴ノ富士による付け人への暴行と今回の件を踏まえ、再発防止策を強化するとしており、年内にも協会員による暴力の再発防止策を取りまとめることを明らかにした。一方、一部報道などからは騒ぎになったことに対し「序二段呼出の客席に座って食事をするという行為は常識を欠いた行為であり、拓郎が怒るのはもっとも」「幕下呼出に対する行為も暴力という程のものではない」と疑問の声も聞かれた。ファンの間でも意見が分かれるが、弟弟子の次郎は拓郎の退職した直後、暴力肯定と誤解されないように多くは語らなかった。
同年11月場所から拓郎に代わり結びの二番を呼びあげることになった次郎によると、拓郎の退職が決まる前に本人から「九州は行けなくなるから、頼むな」と電話があったという。春日野巡業部長から退職届の受理を聞いた後、場所前の土俵築のときに福岡国際センターの支度部屋に呼出を全員集めて「今の時代、協会を挙げて暴力を追放しようと取り組んでいる。感情の高ぶりがなかったにせよ、こういうことはなしにしよう」と確認しあったと話している。
15代浅香山（元大関魁皇）は、日本経済新聞に連載中のコラムで、手を出してしまった拓郎の非であるとしながらも、「勝手に席に座って食事をして、もし汚してしまった後にお客さんが来たらどう思うか」を考えられなかった序二段呼出の行動にも非はあるとしている。また「今回の処分を聞いて、『嫌いな人間を怒らせて殴らせたらクビにできるんだ』とか、『自分たちが暴力事件を起こしたら、この部屋はなくなるんだよな』などと実際に口にする人間もいるという」ことを憂慮しており、そのような悪知恵を働かせる者が出たり、面倒に巻き込まれるのは嫌だから注意するべきところを見て見ぬふりをする者が出る可能性に言及。どこからが暴力であるか、その線引きには議論の余地があり、マニュアル通りに出来なかった人間をすぐ辞めさせるだけの対応ばかりになることを危惧している。

## 履歴
- 1975年3月場所 - 三保ヶ関部屋から初土俵。
- 1994年7月場所 - 呼出の番付制導入により、幕下呼出に指名される。
- 1995年1月場所 - 十両呼出に昇進。
- 1996年1月場所 - 幕内呼出に昇進。
- 2002年5月場所 - 三役呼出に昇進。
- 2008年1月場所 - 副立呼出に昇進。
- 2013年11月場所 - 三保ヶ関部屋閉鎖に伴い春日野部屋へ移籍。
- 2015年1月場所 - 秀男の停年退職により、呼出のトップとなる。
- 2015年11月場所 - 立呼出に昇進。
- 2019年9月場所 - この場所を最後に事実上の引退（退職）[7]。
- 2019年11月場所 - 番付上の最終場所。